# Sandra von Klaeden
Sandra von Klaeden, geborene Kuban, (* 28. April 1969 in Hann. Münden) ist eine deutsche Juristin und Politikerin (CDU). Sie ist seit 2016 Präsidentin des Niedersächsischen Landesrechnungshofes.

## Ausbildung
Von Klaeden wuchs in Hannover auf und legte dort am Gymnasium Goetheschule das Abitur 1988 ab. Sie studierte Rechtswissenschaften an der Universität Hannover und wurde dort 1997 zum Dr. jur. promoviert. Das Dissertationsthema lautete „Das Recht der Verwahrung und Unterbringung am Beispiel der Irrengesetzgebung zwischen 1794 und 1945“. Das erste Staatsexamen legte sie 1993 ab, das Referendariat absolvierte sie 1995 im Bezirk des Oberlandesgerichts Celle. Sie legte das zweite Staatsexamen 1997 ab und war bereits ab 1994 Assistentin des Dekans des Fachbereichs Rechtswissenschaften.

## Karriere
Sandra von Klaeden war von 1997 bis 2000 im Wissenschaften Dienst und als Referentin für die Bereiche Innenpolitik und Rechtspolitik sowie von 2000 bis 2003 als Büroleiterin des Vorsitzenden der CDU-Fraktion im Niedersächsischen Landtag tätig. Anschließend arbeitete sie im Niedersächsischen Ministerium für Inneres und Sport von 2003 bis 2006 als persönliche Referentin des Ministers sowie als Leiterin des Teilreferates Planung und Strategie, von 2006 bis 2008 als Leiterin des Referates für Kabinett, Landtagsangelegenheiten, Bundesratsangelegenheiten und Strategie und anschließend von 2008 bis 2010 als Leiterin des Ministerbüros und der Pressestelle.
Vom 24. März 2010 bis Februar 2013 amtierte sie als Staatssekretärin des Niedersächsischen Ministeriums für Inneres und Sport im Kabinett Wulff II und im Kabinett McAllister. Als Staatssekretärin war sie gleichzeitig Chief Information Officer für Niedersachsen. Zudem war sie von 2010 bis 2013 Vorsitzende der Staatssekretärinnen und Staatssekretäre der Unionsgeführten Innenressorts der Länder.
Von Mai 2013 bis Juli 2016 war sie Mitglied des Senates des Niedersächsischen Landesrechnungshof und leitete dort die Abteilung 5. Am 9. März 2016 wurde sie zur Präsidentin des Landesrechnungshofes gewählt. Das Amt trat sie am 1. Juli 2016 an.

## Privates
Sandra von Klaeden ist evangelisch und verheiratet. Sie ist die Schwägerin von Eckart von Klaeden.